# Euphorbia pedersenii
Euphorbia pedersenii är en törelväxtart som beskrevs av Rosa Subils. Euphorbia pedersenii ingår i släktet törlar, och familjen törelväxter. Inga underarter finns listade i Catalogue of Life.